# ديفيد ماكنزي (منافس ألعاب قوى)
ديفيد ماكنزي (بالإنجليزية: David McKenzie)‏ هو منافس ألعاب قوى بريطاني، ولد في 3 سبتمبر 1970.

## وصلات خارجية
- ديفيد ماكنزي على موقع الاتحاد الدولي لألعاب القوى (الإنجليزية)